# Annie Cornelia Shaw
Annie Cornelia Shaw (* 16. September 1852 in Troy; † 31. August 1887 in Chicago) war eine amerikanische Landschafts- und Genremalerin.

## Leben
Annie Cornelia Shaw wurde am 16. September in Troy bei New York geboren. Ihre Jugend verbrachte sie in Anoka, Minnesota. In Chicago wurde sie eine Schülerin von Henry Chapman Ford (1828–1894). 1873 wurde sie als Mitglied der „Chicago Academy of Design“ gewählt und 1876 als erste Frau in diese Akademie als Lehrerin eingestellt. Sie starb am 31. August in Chicago. Berühmt wurden ihre Gemälde Willow Island, Ebbe an der Küste von Maine (1876), Rückkehr vom Jahrmarkt (1878) und Prairie in Illinois.

„Shaw was the darling of Chicago's art community.“

## Werke (Auswahl)
- A Rainy Day; September Afternoon; The Deserted Road (1878)[3]
- Old George; When the tide goes out (1879)
- The Oak; The Road to the Creek (1880)
- A country road; Early winter; The Rest (1881)
- High Noon; Summer; Wheat field (1882)
- By the Lawsburg Canal, June (1883)
- Aschen Days, Ready to Harvest; The Russel Year (1885)
- Hillside; From Gloucester; The Hoosac Road (1888)[4]